# Hägglunds Arena
La Hägglunds Arena (anciennement Swedbank Arena et Fjällräven Center) est une salle omnisports située à Örnsköldsvik en Suède.
Elle remplace le Kempehallen, l'ancienne salle de sport officielle de l'équipe de hockey sur glace MODO hockey et a été ouverte le 26 août 2006.

## Histoire
La construction de la Hägglunds Arena a commencé le 14 septembre 2004. Le stade est situé au centre-ville d'Örnsköldsvik, près du port, et est entourée d'eau sur trois côtés. Il dispose de 48 suites de luxe, d'un restaurant et de six bars. L'atrium est doté d'un système de projection de lumière appelé Active Light Field, ce qui lui permet de changer de couleur à la demande.
En 2008, elle a accueilli le Championnat européen de curling.
En novembre 2009, il a été annoncé que Fjällräven a acquis les droits d'appellation, l'aréna est par conséquent appelée Fjällräven Center du 1er janvier 2010 au 31 décembre 2020. Depuis le 1er janvier 2021, l'aréna porte le nom de Hägglunds Arena par un nouveau contrat de nommage.
La salle a accueilli le Melodifestivalen, présélection de la Suède pour le concours de l'Eurovision, en 2007, 2010, 2014, 2018 et 2023.

## Galerie

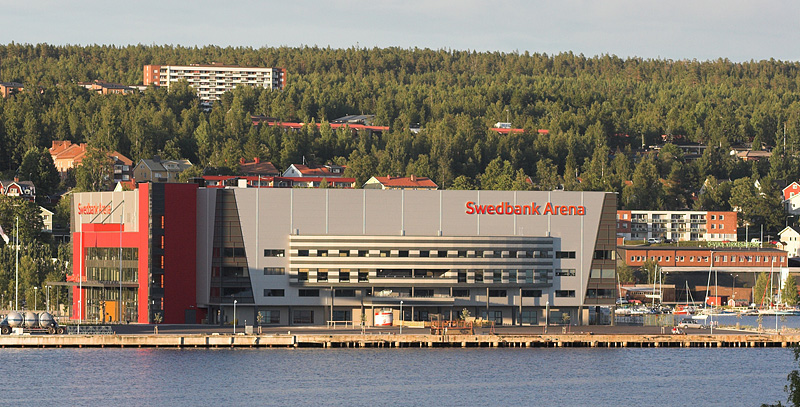
Vue extérieure
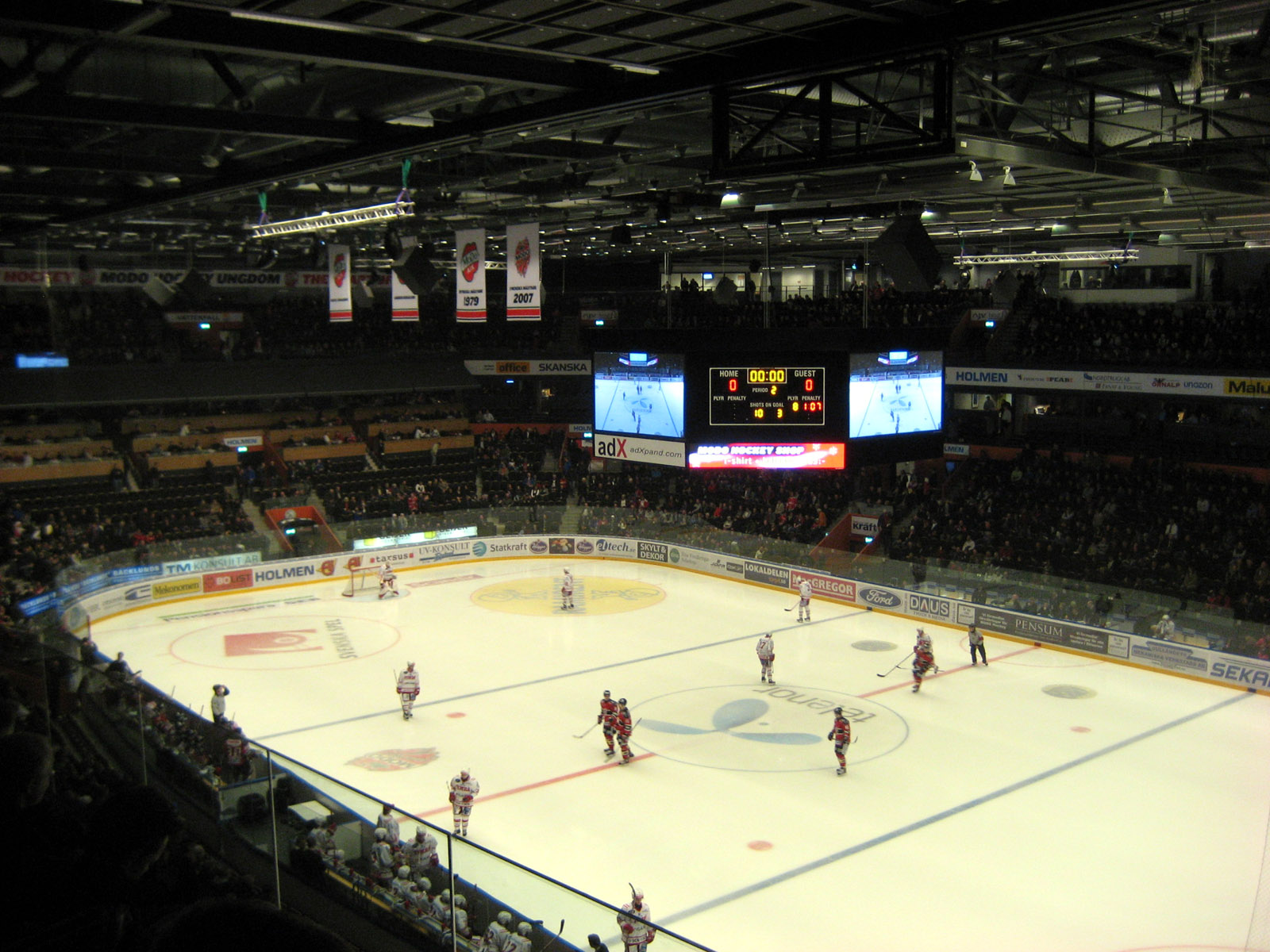
Vue intérieure